# Ted Hampson (Leichtathlet)
Ted Hampson (eigentlich Thomas Edward Hampson; * 1. Juli 1910; † 19. Juli 1990) war ein australischer Sprinter.
Bei den British Empire Games 1938 in Sydney wurde er Fünfter über 100 Yards in 10,0 s, erreichte über 220 Yards das Halbfinale und gewann Bronze in der 4-mal-110-Yards-Staffel.
1936 wurde er Australischer Meister über 100 Yards.